# Merry & Happy
Merry & Happy es la reedición del primer álbum de estudio del grupo de chicas surcoreanas Twice, Twicetagram. El álbum inspirado en la Navidad fue lanzado el 11 de diciembre de 2017 por JYP Entertainment.

## Antecedentes
El álbum, inspirado en la Navidad, se lanzó el 11 de diciembre de 2017. Además de la lista de canciones original, tiene dos nuevas canciones: la primera se titula «Heart Shaker» y la segunda canción homónima, «Merry & Happy», que fue escrita por Park Jin-young. El álbum y «Heart Shaker» debutaron en el No. 1 en cuatro listas de Gaon: Album Chart, Digital Chart, Download Chart y Social Chart respectivamente, mientras que «Merry & Happy» ingresó y alcanzó el número 24 en el Digital Chart.
Twice presentó «Heart Shaker» y «Merry & Happy» en los programas musicales Music Bank, Show! Music Core e Inkigayo del 15 al 17 de diciembre, respectivamente. El videoclip de «Merry & Happy» se estrenó el 21 de diciembre, pero finalmente fue publicado al día siguiente debido al fallecimiento de Kim Jong-hyun, cuyo servicio de entierro se llevó a cabo el 21 de diciembre.

## Lista de canciones
| Merry & Happy |                                                       |                                             |                                             |                                             |          |  |
| N.º           | Título                                                | Letras                                      | Música                                      | Arreglos                                    | Duración |  |
| 1.            | «Heart Shaker»                                        | Galactika                                   | David Amber Sean Alexander                  | David Amber Avenue 52                       | 3:06     |  |
| 2.            | «Merry & Happy»                                       | J. Y. Park "The Asiansoul"                  | Joe Lawrence Dawn Elektra Sam Hocking       | Joe Lawrence                                | 3:12     |  |
| 3.            | «Likey»                                               | Black Eyed Pilseung Jeon Gun                | Black Eyed Pilseung Jeon Gun                | Rado                                        | 3:27     |  |
| 4.            | «Turtle» (거북이; Geobugi)                            | Jeong Ho-hyun (e.one)                       | Jeong Ho-hyun (e.one)                       | Jeong Ho-hyun (e.one)                       | 3:18     |  |
| 5.            | «Missing U»                                           | earattack Dahyun Chaeyoung                  | earattack                                   | earattack Yooki                             | 2:59     |  |
| 6.            | «Wow»                                                 | Mafly Ponde Lee Mi-so Kako                  | Pop Time Kriz                               | Pop Time                                    | 3:00     |  |
| 7.            | «FFW»                                                 | Kiggen Assbrass                             | Reign Write NAOtheLAIZA                     | NAOtheLAIZA                                 | 3:45     |  |
| 8.            | «Ding Dong»                                           | Jowul                                       | Risto Asikainen Antti Hynninen              | Antti Hynninen                              | 3:32     |  |
| 9.            | «24/7»                                                | Nayeon Jihyo                                | Daniel Caesar Ludwig Lindell Cazzi Opeia    | Caesar & Loui                               | 3:35     |  |
| 10.           | «Look at Me» (날 바라바라봐; Nal Barabarabwa)         | Frants Hyerim                               | Frants Hyerim                               | Frants                                      | 3:13     |  |
| 11.           | «Rollin'»                                             | earattack Yooki                             | earattack Fox Stevenson                     | Fox Stevenson earattack                     | 3:10     |  |
| 12.           | «Love Line»                                           | Jeongyeon                                   | Darren Smith Tammy Infusino                 | Darren "Baby Dee Beats" Smith               | 3:16     |  |
| 13.           | «Don't Give Up» (힘내!; Himnae!)                      | Chaeyoung                                   | Chris Wahle Thomas Harsem Andreas Ohrn      | Chris Wahle                                 | 2:58     |  |
| 14.           | «You in My Heart» (널 내게 담아; Neol Naege Dama)     | Jeong Ho-hyun (e.one) Choi Hyun-jun (e.one) | Jeong Ho-hyun (e.one) Choi Hyun-jun (e.one) | Jeong Ho-hyun (e.one) Choi Hyun-jun (e.one) | 3:28     |  |
| 15.           | «Jaljayo Good Night» (잘자요 굿나잇; Jaljayo Gunnait) | Kevin Oppa (mr. cho)                        | Kevin Oppa (mr. cho)                        | Kevin Oppa (mr. cho)                        | 4:22     |  |
| 50:18         |                                                       |                                             |                                             |                                             |          |  |